# Jennifer Guadalupe Villalobos Gómez
Jennifer Guadalupe Villalobos Gómez (Hermosillo, Sonora, 12 de diciembre de 2000) es una atleta paralímpica mexicana especializada en lanzamiento de bala, disco y jabalina. Ha roto récords de lanzamiento a nivel continental y se ha encontrado dentro de los primeros 10 lugares de lanzamiento a nivel mundial. Ha recibido múltiples galardones a lo largo de su trayectoria deportiva, obteniendo los primeros lugares en competencias internacionales como los Juegos Juveniles Parapanamericanos 2017, el Campeonato Mundial de Para Atletismo Juvenil 2017 y 2019, los Juegos Parapanamericanos 2023, y el Grand Prix Mundial de Para Atletismo 2024 y 2025.

## Trayectoria
Empezó a entrenar en atletismo en el Centro de Usos Múltiples (CUM) de Hermosillo en 2011, a la edad de 10 años, iniciando en carreras de velocidad de 100 y 200 metros. Posteriormente cambió a las disciplinas de lanzamiento y, más tarde, también incluye salto de longitud. Tiene una discapacidad de nacimiento en el brazo izquierdo, encontrándose dentro de la clasificación F46 y T47.
En 2015 obtuvo la medalla de bronce en lanzamiento de jabalina en la Paralimpiada Nacional. En 2016 obtuvo tres medallas de oro (lanzamiento de bala, disco y jabalina) en la misma competencia. Desde entonces ha participado en esta competencia, obteniendo múltiples medallas en lanzamiento de jabalina, bala, y salto de longitud.
Desde 2017 ha participado en los Juegos de Para Atletismo Mundial Grand Prix Desert Challenge que se llevan a cabo en Arizona, Estados Unidos. En estas competencias se ha colocado en los primeros lugares en atletismo, además de romper su propio récord continental en lanzamiento de bala en 2019, posicionándose en 1° lugar en América y 9° lugar mundial, con un lanzamiento de 32.7 metros. Actualmente (2022) se encuentra en 3° lugar en América y 12° lugar a nivel mundial.
En 2017 participó en los Juegos Juveniles Parapanamericanos en Sao Paulo, Brasil, obteniendo la medalla de bronce en lanzamiento de jabalina. Más tarde ese mismo año, obtuvo la medalla de plata en lanzamiento de bala en el Campeonato Mundial de Para Atletismo Juvenil en Nottwil, Suiza. En 2019 obtuvo medalla de plata y bronce en lanzamiento de jabalina y disco, respectivamente, en la misma competencia.
En 2019 se le otorgó el segundo lugar en el Premio Estatal del Deporte en Sonora, México, por sus resultados en las competencias en las que participó durante el mismo año. Fue reconocida con el Premio Municipal del Deporte por el gobierno municipal de Hermosillo, Sonora, en 2020.
En 2023 participó en los Juegos Parapanamericanos llevados a cabo en Santiago de Chile, donde obtuvo la medalla de bronce en lanzamiento de jabalina, con una marca de 30.73 metros. En 2024 participó en el Grand Prix Mundial de Para Atletismo, celebrado en Xalapa, México, obteniendo la medalla de oro en lanzamiento de bala, con una marca de 8.35 metros, y la medalla de plata en lanzamiento de jabalina, alcanzando los 33.48 metros. En 2025 obtuvo la medalla de oro en lanzamiento de jabalina en la misma competencia celebrada en Cali, Colombia, con una marca de 36.77 metros. Posteriormente, en la misma competencia celebrada en Jalisco, México ese mismo año, obtuvo una medalla de oro en lanzamiento de bala, marcando 8.98 metros, y la medalla de bronce en lanzamiento de jabalina, con una marca de 35.37 metros.

## Premios y palmarés
| Juegos Paralímpicos Nacionales ( México) | Juegos Paralímpicos Nacionales ( México) | Juegos Paralímpicos Nacionales ( México) | Juegos Paralímpicos Nacionales ( México) | Juegos Paralímpicos Nacionales ( México) |
| Año                                      | Lugar sede                               | Medalla                                  | Categoría                                | Marca (metros)                           |
| ---------------------------------------- | ---------------------------------------- | ---------------------------------------- | ---------------------------------------- | ---------------------------------------- |
| 2015                                     | Jalisco                                  | Medalla de bronce                        | Jabalina                                 | 18.19                                    |
| 2016                                     | Guerrero                                 | Medalla de oro                           | Jabalina                                 | 23.00                                    |
| 2016                                     | Guerrero                                 | Medalla de oro                           | Disco                                    | 18.68                                    |
| 2016                                     | Guerrero                                 | Medalla de oro                           | Bala                                     | 6.61                                     |
| 2017                                     | Colima                                   | Medalla de oro                           | Jabalina                                 | 32.67                                    |
| 2017                                     | Colima                                   | Medalla de plata                         | Bala                                     | 8.58                                     |
| 2018                                     | Colima                                   | Medalla de oro                           | Jabalina                                 | 30.77                                    |
| 2018                                     | Colima                                   | Medalla de plata                         | Bala                                     | 9.33                                     |
| 2018                                     | Colima                                   | Medalla de plata                         | Salto de longitud                        | 3.54                                     |
| 2019                                     | Colima                                   | Medalla de oro                           | Jabalina                                 | 29.17                                    |
| 2019                                     | Colima                                   | Medalla de oro                           | Bala                                     | 8.39                                     |
| 2019                                     | Colima                                   | Medalla de plata                         | Salto de longitud                        | 3.88                                     |

| Juegos Juveniles Parapanamericanos | Juegos Juveniles Parapanamericanos | Juegos Juveniles Parapanamericanos | Juegos Juveniles Parapanamericanos |
| Año                                | Lugar sede                         | Medalla                            | Categoría                          |
| ---------------------------------- | ---------------------------------- | ---------------------------------- | ---------------------------------- |
| 2017                               | Sao Paulo ( Brasil)                | Medalla de bronce                  | Jabalina                           |

| Campeonato Mundial de Para Atletismo Juvenil | Campeonato Mundial de Para Atletismo Juvenil | Campeonato Mundial de Para Atletismo Juvenil | Campeonato Mundial de Para Atletismo Juvenil |
| Año                                          | Lugar sede                                   | Medalla                                      | Categoría                                    |
| -------------------------------------------- | -------------------------------------------- | -------------------------------------------- | -------------------------------------------- |
| 2017                                         | Nottwil ( Suiza)                             | Medalla de plata                             | Bala                                         |
| 2019                                         | Nottwil ( Suiza)                             | Medalla de plata                             | Jabalina                                     |
| 2019                                         | Nottwil ( Suiza)                             | Medalla de bronce                            | Disco                                        |

| Desert Challenge | Desert Challenge        | Desert Challenge  | Desert Challenge  | Desert Challenge |
| Año              | Lugar sede              | Medalla           | Categoría         | Marca (metros)   |
| ---------------- | ----------------------- | ----------------- | ----------------- | ---------------- |
| 2017             | Tempe ( Estados Unidos) | Medalla de oro    | Jabalina          | 30.82            |
| 2017             | Tempe ( Estados Unidos) | Medalla de plata  | Bala              | 6.62             |
| 2018             | Tempe ( Estados Unidos) | Medalla de oro    | Jabalina          | 29.17            |
| 2018             | Tempe ( Estados Unidos) | Medalla de plata  | Salto de longitud | 3.38             |
| 2019             | Tempe ( Estados Unidos) | Medalla de oro    | Jabalina          | 32.57            |
| 2019             | Tempe ( Estados Unidos) | Medalla de bronce | Salto de longitud | 3.71             |
| 2024             | Tempe ( Estados Unidos) | Medalla de oro    | Jabalina          | 35.93            |
| 2024             | Tempe ( Estados Unidos) | Medalla de plata  | Bala              | 7.87             |
| 2025             | Tempe ( Estados Unidos) | Medalla de oro    | Jabalina          | 32.20            |
| 2025             | Tempe ( Estados Unidos) | Medalla de oro    | Bala              | 8.48             |
| 2025             | Tempe ( Estados Unidos) | Medalla de oro    | Disco             | 21.94            |

| Juegos Parapanamericanos | Juegos Parapanamericanos | Juegos Parapanamericanos | Juegos Parapanamericanos | Juegos Parapanamericanos |
| Año                      | Lugar sede               | Medalla                  | Categoría                | Marca (metros)           |
| ------------------------ | ------------------------ | ------------------------ | ------------------------ | ------------------------ |
| 2023                     | Santiago ( Chile)        | Medalla de bronce        | Jabalina                 | 30.73                    |

| Grand Prix Mundial de Para Atletismo | Grand Prix Mundial de Para Atletismo | Grand Prix Mundial de Para Atletismo | Grand Prix Mundial de Para Atletismo | Grand Prix Mundial de Para Atletismo |
| Año                                  | Lugar sede                           | Medalla                              | Categoría                            | Marca (metros)                       |
| ------------------------------------ | ------------------------------------ | ------------------------------------ | ------------------------------------ | ------------------------------------ |
| 2024                                 | Xalapa ( México)                     | Medalla de oro                       | Bala                                 | 8.35                                 |
| 2024                                 | Xalapa ( México)                     | Medalla de plata                     | Jabalina                             | 33.48                                |
| 2025                                 | Cali ( Colombia)                     | Medalla de oro                       | Jabalina                             | 36.77                                |
| 2025                                 | Jalisco ( México)                    | Medalla de oro                       | Bala                                 | 8.98                                 |
| 2025                                 | Jalisco ( México)                    | Medalla de bronce                    | Jabalina                             | 35.37                                |